# Гавайи 5.0 (9-й сезон)
Девятый сезон американского телесериала «Гавайи 5.0», премьера которого состоялась на канале CBS 28 сентября 2018 года, а заключительная серия выйдет 17 мая 2019 года. CBS возобновила серию на девятый сезон в апреле 2018 года. Ожидается, что сезон будет содержать 25 эпизодов. Шоу является ремейком телесериала 1968-80 годов.
Телесериал был разработан Питером М. Ленковым, Алексом Куртцманом и Роберто Орси. Сериал рассказывает о работе специального подразделения полиции под руководством бывшего морского офицера Стива Макгарретта (Алекс О’Лафлин) на Оаху.

## В ролях

### Основной состав
- Алекс О’Лафлин — Стив Макгарретт
- Скотт Каан — Дэнни «Дэнно» Уильямс
- Иэн Энтони Дейл — Адам Ношимури
- Миган Рат — Тани Рэй
- Хорхе Гарсиа — Джерри Ортега
- Беула Коале — Джуниор Рейгнс
- Тэйлор Уайли — Камекона
- Деннис Чун — сержант Дюк Лукела
- Кими Балмилеро — доктор Нойлани Куна
- Чи Макбрайд — Лу Гровер

### Второстепенный состав
| - Пейдж Херд — Саманта Гровер - Тейлор Грубс — Грейс Уильямс - Зак Сулзбах — Чарли Эдвардс - Шон Мокуахи Гарнетт — Флиппа Тупуола - Чозен Джейкобс — Уилл Гровер - Эл Харрингтон — Мамо Кахике | - Шон Энтони Томсен — Пуа Каи - Клэр Форлани — Алисия Браун - Эндрю Лоуренс — Эрик Руссо - Кунал Шарма — Коа Рей - Кекоа Кекумано — Нахеле Хуакала - Кристин Ко — Джесси Номура |

## Эпизоды
| № общий | № в сезоне | Название                                                                                    | Режиссёр                 | Автор сценария                                                    | Дата премьеры    | Произв. код | Зрители в США (млн) |
| --- | ---------- | ------------------------------------------------------------------------------------------- | ------------------------ | ----------------------------------------------------------------- | ---------------- | ----------- | ------------------- |
| 194 | 1          | «Ka ʻōwili ʻōka’i» «Катящееся колесо»                                                       | Брайан Спайсер           | Питер М. Ленков, Леонард Фримен                                   | 28 сентября 2018 | 901         | 7.49                |
| После того как друга Стива, работавшего агентом ЦРУ, убивают, Макгарретт разыскивает группу, которую он считает ответственной за смерть товарища, и пытается выйти на убийцу. Тем временем Тани сомневается, рассказывать ли Макгаррету об орудии убийства, которое она обнаружила в доме Адама.                                                |            |                                                                                             |                          |                                                                   |                  |             |                     |
| 195 | 2          | «The Man Who Fell From the Sky» «Упавший с небес»                                           | Эгиль Эгилссон           | Дэвид Волков и Мэтт Уиллер                                        | 5 октября 2018   | 902         | 7.39                |
| Дэнни, Тани и Джуниор отслеживают в джунглях похищенного человека, выпрыгнувшего с парашютом во время полета в Гонолулу. Тем временем Макгарретту угрожает тайна его прошлого. |            |                                                                                             |                          |                                                                   |                  |             |                     |
| 196 | 3          | «Mimiki Ke Kai, Ahuwale Ka Papa Leho» «Отлив обнажает камни, где прячутся каури»            | Антонио Негрет           | Роб Ханнинг                                                       | 12 октября 2018  | 903         | 7.68                |
| Жара накрывает Оаху, и криминогенная ситуация в городе резко ухудшается. Макгарретту и Дэнни приходится выслеживать банковского вора. Во время дежурства угоняют машину Тани и Джуниора. Гровер играет в гольф, а Камекона сталкивается с очередными проблемами.                                                                                |            |                                                                                             |                          |                                                                   |                  |             |                     |
| 197 | 4          | «A'ohe kio pohaku nalo i ke alo pali» «Правда - что шило в мешке: не утаишь»                | Рон Андервуд             | Талия Гонзалез & Бисанна Масуд                                    | 19 октября 2018  | 904         | 7.48                |
| Джерри составляет компанию Джуниору, когда тот сопровождает павшего солдата домой в Оаху. Кроме того, Макгаррет и Дэнни обнаруживают труп, когда пытаются проникнуть в высокодоходную сферу незаконных поставок песка. |            |                                                                                             |                          |                                                                   |                  |             |                     |
| 198 | 5          | «A 'ohe mea 'imi a ka maka» «Вот где собака зарыта»                                         | Элизабет Аллен Розенбаум | Зои Робинс & Шон Патрик О’Рейли                                   | 26 октября 2018  | 905         | 6.97                |
| На Хэллоуин Джерри и его друзья обыскивают лагерь, в котором отдыхали в детстве, в поисках доказательств убийства, свидетелем которого он стал еще маленьким мальчиком. Тем временем Макгаррет обращает внимание на девочку, которая нарисовала рисунки, изображающие сцену недавнего убийства, прежде чем оно было обнаружено.                 |            |                                                                                             |                          |                                                                   |                  |             |                     |
| 199 | 6          | «Aia i Hi'ikua; i Hi'ialo» «Носимый на спине; носимый на руках»                             | Питер Уэллер             | Пол Греллонг & Роб Ханнинг                                        | 2 ноября 2018    | 906         | 7.88                |
| Макгаррет переходит черту и его арестовывают во время расследования смерти своего бывшего приятеля из "морских котиков". Друг погибает при странных обстоятельствах во время совершения экстренной посадки на авианосце. Тем временем Адам возвращается в Оаху с неутешительными новостями о своем браке.                                       |            |                                                                                             |                          |                                                                   |                  |             |                     |
| 200 | 7          | «Pua a'e la ka uwahi o ka moe» «Сон в руку»                                                 | Брайан Спайсер           | История: Питер М. Ленков Телеадаптация: Дэвид Волков & Мэтт Вилер | 9 ноября 2018    | 907         | 7.53                |
| Макгаррет исследует давний случай с 1940-х годов, над которым работал его дед, знаменитый детектив Гонолулу Чан Апана, и пытается определить, как это можно расследовать. Также Макгаррет и Дэнни готовятся к открытию своего ресторана. |            |                                                                                             |                          |                                                                   |                  |             |                     |
| 201 | 8          | «Lele pu na manu like» «Птицы одного полёта»                                                | Карлос Бернард           | Чи Макбрайд                                                       | 16 ноября 2018   | 908         | 7.88                |
| День благодарения приводит родителей Гровера и брата Перси в Оаху, а тем временем команда расследует неудачную кражу, во время которой вор погиб под пустым сейфом. |            |                                                                                             |                          |                                                                   |                  |             |                     |
| 202 | 9          | «Mai ka po mai ka 'oia'i'o» «Правда выходит из тени»                                        | Брэд Таненбаум           | Кристос Н. Гейдж & Рут Флетчер Гейдж                              | 30 ноября 2018   | 909         | 7.27                |
| Известный городской мститель убит и команда вникает в мир супергероев и комиксов, чтобы найти убийцу. Кроме того, Адам наконец приближается к раскрытию дела об убийстве его сестры. |            |                                                                                             |                          |                                                                   |                  |             |                     |
| 203 | 10         | «Pio ke kukui, po'ele ka hale» «Когда свет гаснет, в доме темнеет»                          | Габриэль Беристаин       | Пол Греллонг                                                      | 7 декабря 2018   | 910         | 7.81                |
| После борьбы с убийцей в собственном доме, Макгаррет и Джо Уайт отправляются в Монтану, чтобы противостоять силам, которые пытаются отомстить за прошлую миссию морских котиков. |            |                                                                                             |                          |                                                                   |                  |             |                     |
| 204 | 11         | «Hala I Ke Ala O'i'ole Mai» «Идя по пути, из которого нет возврата»                         | Карл Уэзерс              | Дэвид Волков и Мэтт Уиллер                                        | 4 января 2019    | 911         | 7.19                |
| Все еще не оправившись от шокирующего преступления, Стив, Кэтрин, Дэнни и Джуниор вместе со старыми друзьями Гарри Лэнгфордом и Уэйдом Гатчем, выслеживают опасного убийцу. Тем временем Тани и Гровер проводят расследование, когда пропадает мешок с человеческими останками, обнаруженный в заброшенном шкафчике.                            |            |                                                                                             |                          |                                                                   |                  |             |                     |
| 205 | 12         | «Ka Hauli O Ka Mea Hewa 'Ole, He Nalowale Koke» «С невинных быстро сходят синяки»           | Родерик Дэвис            | Зои Робин                                                         | 11 января 2019   | 912         | 7.96                |
| Макгаррет и команда поддерживают Дэнни и Рэйчел, пытаясь определить, что произошло, когда Грейс попала в опасную для жизни автомобильную аварию и оказалась в критическом состоянии. Тем временем Тани помогает Коа, когда пропадает его пациент, находящийся на реабилитации.                                                                  |            |                                                                                             |                          |                                                                   |                  |             |                     |
| 206 | 13         | «Ke iho mai nei ko luna» «Спускаются те, кто вверху»                                        | Карен Гавиола            | История: Джонни Ричарсон Телеадаптация: Роб Ханнинг и Шон О'Райли | 18 января 2019   | 913         | 7.55                |
| Адам, Джуниор и Тани отправляются на дно Тихого океана, когда в отдаленной подводной лаборатории происходит убийство, а убийца все еще может там находиться. |            |                                                                                             |                          |                                                                   |                  |             |                     |
| 207 | 14         | «Ikliki i ka la o Keawalua» «Подавленный жаром Килвалуа»                                    | Питер Уэллер             | Пол Греллонг                                                      | 1 февраля 2019   | 914         | 7.87                |
| Расследуя убийство друга Флиппы, Макгаррет и Гровер раскрывают смертельный план экстремистской группировки на острове. Однако у Гровера это дело вызывает особую эмоциональную реакцию. |            |                                                                                             |                          |                                                                   |                  |             |                     |
| 208 | 15         | «Ho'opio 'Ia E Ka Noho Ali'i A Ka Ua» «Оказавшийся заключенным во время царствования дождя» | Карен Гавиола            | Роб Ханнинг                                                       | 15 февраля 2019  | 915         | 7.30                |
| Когда опасный ураган обрушивается на Оаху, команде поручают защищать Эль-Диабло, пойманного серийного убийцу, на которого охотится другой киллер. Тем временем гражданская проверка безопасности Тани во время шторма оказывается смертельно опасной, а Рэйчел и Чарли эвакуируются в дом Дэнни.                                                |            |                                                                                             |                          |                                                                   |                  |             |                     |
| 209 | 16         | «Hapai Ke Kuko, Hanau Ka Hewa» «Жадные мысли порождают грех»                                | Джерри Левин             | Талия Гонзалез & Бисанна Масуд                                    | 22 февраля 2019  | 916         | 7.11                |
| Когда топ-менеджер по продаже косметической компании-пирамиды убит, команда просматривает длинный список возможных подозреваемых, которые хотели бы ее смерти. Тем временем Адам оказывает поддержку бездомному, отчужденному от своей семьи.                                                                                                   |            |                                                                                             |                          |                                                                   |                  |             |                     |
| 210 | 17         | «E'ao Lu'au A Kualima» «Подношение молодых листьев Таро»                                    | Алекс О’Лафлин           | Дэвид Волков и Мэтт Уиллер                                        | 22 февраля 2019  | 917         | 6.98                |
| Джуниор разрывается между своими обязанностями члена команды и его чувствами к своей бывшей девушке, когда ее новая любовь и отец ее сына, является одним из виновников убийства во время ограбление банка. |            |                                                                                             |                          |                                                                   |                  |             |                     |
| 211 | 18         | «Ai no i ka 'ape he mane'o no ko ka nuku» «У того, кто ест ксантосому, будет чесаться рот»  | Эгиль Эгилссон           | Мэтт Уиллер и Дэвид Волков                                        | 8 марта 2019     | 918         | 7.27                |
| Тани и Джуниор ходят под прикрытием в спортзал, чтобы отыскать смертельную партию стероидов, которая убивает потребителей, прежде чем наркотики унесут с собой еще больше жертв. Тем временем Дэнни и МакГарретт работают телохранителями для бывшей свекрови Дэнни, Аманды Сэвидж, широко известного романиста, с которой он никогда не ладил. |            |                                                                                             |                          |                                                                   |                  |             |                     |
| 212 | 19         | «Pupuhi ka he'e o kai uli» «Осьминог из глубины испускает чернила»                          | Майя Врвило              | Кристос Н. Гейдж & Рут Флетчер Гейдж                              | 15 марта 2019    | 919         | 6.51                |
| Команда занимается расследованием убийства мойщика окон и обнаруживают, что жертва на самом деле является известным уличным художником, у гибели которого может быть политический мотив. Кроме того, Гровер и Адам изучают убийство игрока, а Джуниор помогает своему отцу, когда им напоминают о смерти его сестры.                            |            |                                                                                             |                          |                                                                   |                  |             |                     |
| 213 | 20         | «Ke Ala O Ka Pū» «Путь оружия»                                                              | Дэвид Стрэйтон           | Пол Греллонг                                                      | 5 апреля 2019    | 920         | 6.84                |
| Команда должна найти девочку-подростка, которая купила пистолет у наркомана, и обнаружить, как сильно огнестрельное оружие влияло на всю их жизнь на протяжении десятилетий. |            |                                                                                             |                          |                                                                   |                  |             |                     |
| 214 | 21         | «He Kama Na Ka Pueo» «Потомство совы»                                                       | Джерри Левин             | Дэвид Волков и Мэтт Уиллер                                        | 12 апреля 2019   | 921         | 6.87                |
| Команда берется за расследование убийства мужчины, тело которого может содержать ключ к делу двадцатилетней давности, касающемуся похищенной девочки, чей папа никогда не переставал разыскивать ее. Отдел решает бросить все силы, чтобы докопаться до правды, которую так заслуживает узнать безутешный отец.                                 |            |                                                                                             |                          |                                                                   |                  |             |                     |
| 215 | 22         | «O Ke Kumu, O Ka Mana, Ho'opuka 'ia» «Учитель, ученик – пусть это будет впереди»            | Брэд Тёрнер              | Роб Ханнинг & Эшли Дизон                                          | 26 апреля 2019   | 922         | 6.62                |
| Пока Адам расследует убийство тайного агента ФБР, собиравшегося жениться на дочери лидера якудза, Ноелани находится в заложниках и вынуждена вместе со своим наставником, доктором Чу, действовать под прицелом преступника. |            |                                                                                             |                          |                                                                   |                  |             |                     |
| 216 | 23         | «Ho‘okāhi no lā o ka malihini» «Незнакомец только на день»                                  | Габриэль Беристаин       | Зои Робин                                                         | 3 мая 2019       | 923         | 6.77                |
| В то время как скучающий МакГарретт помогает своей посещающей сестре Мэри шпионить за ее странными соседями, команда расследует убийства водителя и его пассажира. Кроме того, отдел дразнит самых юных членов команды, когда Джуниор сопровождает Тани на свадьбу.                                                                             |            |                                                                                             |                          |                                                                   |                  |             |                     |
| 217 | 24         | «Hewa ka lima» «Рука виновата»                                                              | Питер Уэллер             | Пол Греллонг & Шон О'Райли                                        | 10 мая 2019      | 924         | 6.78                |
| Беглый хакер Аарон Райт снова обращается к команде 5-0 за помощью, когда убиты его бывшие сотрудники в АНБ, в котором он работал ранее. Тем временем Джуниор выступает на слушании по условно-досрочному освобождению пьяного водителя, который совершил наезд и убил его сестру.                                                               |            |                                                                                             |                          |                                                                   |                  |             |                     |
| 218 | 25         | «Hana Mao 'ole ka ua o Waianae» «Бесконечно льет дождь»                                     | Эгиль Эгилссон           | Мэтт Уиллер & Дэвид Волков                                        | 17 мая 2019      | 925         | 5.11                |
| Пять-0 продолжает выслеживать сбежавшего преступника Аарона Райта, прежде чем он сможет продать кибероружие тому, кто больше заплатит. Кроме того, жизни Макгарретта и команды подвергаются опасности, когда посетитель приходит в штаб-квартиру, чтобы загладить свою вину.                                                                    |            |                                                                                             |                          |                                                                   |                  |             |                     |